# Pauhunkarit
Pauhunkarit är öar i Finland. De ligger i Bottenviken och i kommunen Torneå i den ekonomiska regionen  Kemi-Torneå i landskapet Lappland, i den norra delen av landet. Öarna ligger omkring 100 kilometer sydväst om Rovaniemi och omkring 620 kilometer norr om Helsingfors.
Arean för den av öarna koordinaterna pekar på är 1 hektar och dess största längd är 160 meter i sydöst-nordvästlig riktning.